# Bizantinski kovanci
V Vzhodnem rimskem (Bizantinskem)  cesarstvu sta se  po padcu Zahodnega rimskega cesarstva sprva uporabljaki predvsem dve vrsti kovancev: zlati solid in različni bronasti  kovanci.  Proti koncu cesarstva se je zlat denar umaknil iz obtoka. Uporabljati so se začeli srebrni stavraton in bakren drobiž.

## Ikonografija
Zgodnji bizantinski kovanci so se držali poznorimskih pravil. Na prednji strani kovancev je bila portret vladajočega cesarja. Upodobljen je bil ves obraz in ne samo profil. Na hrbtni strani je bil običajno krščanski simbol,  na primer križ, Zmaga ali angel. Slednja sta pogosto prehajala drug v drugega. Zlatniki Justinijana II. so se oddaljili od teh ustaljenih pravil. Na prednji strani se je začela pojavljati doprsna podoba Kristusa, na hrbtni strani pa doprsna ali celotna podoba cesarja. 
Novost je imela vpliv tudi na vodilnega islamskega kalifa Abd Al Malika, katerega denar se je pred tem zgledoval po bizantinskem,  samo da so bili krščanski simboli zamenjani z islamskimi ekvivalenti.  Islamski denar je končno razvil svoj prepoznaven slog z napisi na obeh straneh kovancev, ki se je ohranil do danes.
Kovanci v slogu Justinijana II. so se začeli ponovno kovati po obdobju ikonoklazma in se z manjšimi spremembami ohranili do konca cesarstva.
V 10. stoletju so se začeli kovati tako imenovani »anonimni folisi«, na katerih ni bilo cesarjeve podobe. Na njihovi prednji strani je bila doprsna podoba Jezusa, na hrbtni strani pa napis »XRISTUS/bASILEU/bASILE«, ki se lahko prevede kot »Kristus, cesar cesarjev«. Temu so sledili tudi zlatniki, ki so postajali vedno večji in tanjši. Proti koncu cesarstva so bili že tako tanki, da so se zlahka upognili. 
Bizantinski kovanci so bili prestižni skoraj do konca cesarstva. Evropski vladarji, ki so začeli kovati svoj denar, so se večinoma zgledovali po poenostavljenih različicah bizantinskih vzorcev, samo da so na prednjih straneh upodabljali svoje potrete.

## Vrednost
Bizantinska numizmatika se uradno začenja z denarno reformo cesarja Anastazija I. leta 498. Cesar je reformiral poznorimski denarni sistem, ki je temeljil na zlatem solidu in bronastem numusu. Numus je bil izredno majhen bronast kovanec s premerom 8 do 10 mm in maso 0,56 g ali 1/276 rimskega funta. Bil je zelo neprikladen, saj je bilo tudi za zelo majhna plačila potrebnih veliko kovancev. 
Z reformo so se uvedli novi bronasti kovanci za 40 numusov (folis) ter 20, 10 in 5 numusov. Občasno so se kovali tudi kovanci z drugačnimi nazivnimi vrednostmi. Na prednji  strani teh kovancev je bila običajno zelo stilizirana podoba cesarja, na hrbtni strani pa oznaka vrednosti, skladna z grškim številskim sistemom: M=40, K=20, I=10, E=5. Srebrniki so se kovali bolj redko.
Edini redno kovan  srebrnik je bil heksagram, katerega je uvedel Heraklij leta 615 in je bil v obtoku do konca 7. stoletja. Koval se je v različnih finočah in masah, običajno  od 7,5 do 8,5 g. Nasledil ga je sprva ceremonialni miliarezij, katerega je uvedel Leon III. Izavrijec okoli leta 720, približno po letu 830 pa je postal standarden kovanec. Koval se je do poznega 11. stoletja, potem pa se je zaradi velikega  razvrednotenja umaknil iz obtoka. Bronasti kovance v tem obdobju niso doživeli večjih sprememb. 
Zlati solid ali nomizma je ostal standard v mednarodnem prometu do 11. stoletja, ko je bil večkrat razvrednoten.  Prvi ga je v 1030. letih razvrednostil cesar Roman Argir (vladal 1028-1034). Finoča zlata je bila do takrat stabilna in se je gibala od 955 do 980/1000. 
Bizantinski denarni sistem se je ponovno reformiral v 7. stoletju, ko je znatno zmanjšan kovanec za 40 numusov (folis) postal edini redno kovan bronast denar. Četudi je Justinijan II. (vladal 685–695 in 705–711) poskušal kovancu vrniti velikost iz časa Justinijana I., se je folis še naprej počasi manjšal. 
V zgodnjem 9. stoletju  se je začel poleg standardnega solida kovati vzporedni razvrednoteni solid, ki je imel tri četrtine vrednosti standardnega. Oblast ga je poskušala vsiliti kot enakovrednega standardnemu solidu, vendar ga tržišče ni sprejelo. Država je začela kovati denar z 11/12  mase standardnega solida, ki se je imenoval tetarteron. Solid s polno maso se je imenoval histamenon in je tehtal priblližno 4,48 g. Tetarteron je bil nepriljubljen in so ga v 10. stoletju kovali samo sporadično.  Za trgovanje z Bližnjim vzhodom se je koval solid z zmanjšano maso, imenovan silika. Na obeh straneh je imel vtisnjeno zvezdo in je tehtal približno 4,25 g.
Bizantinski solid je bil v zahodni Evropi cenjen denar.  Imenovali so ga bizant. Izraz bizant se je kasneje uporabljal tudi v grboslovju kot oznaka za okrogla zlata polja.  

## Reforme Alekseja I. Komnena
Do takrat, ko je zavladal cesar Roman IV. Diogen (vladal 1067-1071), je solid razvrednotil in vseboval samo še približno 15 % zlata.  Pod Aleksejem I. Komnenom (vladal 1081–1118) se je razvrednoteni solid ukinil. Namesto njega se je uvedel zlatnik z večjo finočo, praviloma 900 do 950/1000,  in maso 4,45 g, imenovan hiperpiron. Hiperpiron je bil neznatno manjši od solida.
Isočasno so se uvedli tudi aspronska traheja, kovana iz elektrona (25% zlata  in 75% srebra), ki je bila vredna tretjino hiperpirona, bilonska aspronska traheja ali stamenon,  ki je vsebovala 7 % srebra in bila vredna 1/48 hiperpirona, in bakrena tetarteron in numus, ki sta bila vredna 1/18 oziroma 1/36 bilonske aspronske traheje.

## Reforme Andronika II.
Med vladavino Andronika II.  Paleologa je nastalo nekaj novih kovancev, ki so temeljili na hiperpironu: srebrni miliarezij ali bazilika (1/12 hiperpirona), bilonska politika (1/96 hiperpirona), in bakreni  asarija, turnezija in folara. Bazilika je bil kopija beneškega dukata in je bila  v obtoku približno petdeset let po  letu 1304.
Hiperpironse je redno koval do 1350. Let, potem pa je ostal samo obračunska enota. Po letu 1400 je bizantinski denar postal nepomemben, ker je začel prevladovati italijanski denar. 
Skifati, čašasto oblikovani novci, znani kot traheje, so se kovali tako iz elektrona (osiromašeno zlato) kot iz bilona  (osiromašeno srebro). Natančen razlog za takšno obliko kovancev ni znan, čeprav se pogosto teoretizira, da zaradi lažjega zlaganja.

## Reforma leta 1367
V zadnjem obdobju Bizantinskega cesarstva so zlatnike v celoti zamenjali srebrniki. Osnovna denarna enota je bil stavraton, ki se je koval v vrednostih 1, 1/2, 1/8 in 1/16 stavratona. Poleg njih sta se kovala  tudi bakreni folaro in tronese.

## Relativne vrednosti
|              | Solid   | Folis | Pol folisa | Dekanumija | Pentanumija | Numus  |
| ------------ | ------- | ----- | ---------- | ---------- | ----------- | ------ |
| Solid        | 1       | 420   | 840        | 1680       | 3360        | 16.800 |
| Folis        | 1/420   | 1     | 2          | 4          | 8           | 40     |
| Pol follisa  | 1/840   | 1/2   | 1          | 2          | 4           | 20     |
| Dekanumij    | 1/1680  | 1/4   | 1/2        | 1          | 2           | 10     |
| Pentanummium | 1/3360  | 1/8   | 1/4        | 1/2        | 1           | 5      |
| Numus        | 1/16800 | 1/40  | 1/20       | 1/10       | 1/5         | 1      |